# Omni (nyhetstjänst)
Omni är en svensk nyhetstjänst som finns tillgänglig via mobil app och på webben. Omni är en så kallad nyhetsaggregator och sammanfattar nyheter från bland annat svenska och internationella medier, sociala medier, livesändningar och pressmeddelanden. Varje nyhetsartikel i Omni inleds med en kort sammanfattning skriven av Omnis redaktörer, som följs av länkar till utvalda artiklar i andra nyhetsmedier med olika perspektiv på samma händelse, på svenska, engelska och ibland andra språk. Även faktabakgrund från andra webbplatser kan vara inlänkad i samma nyhetsartikel, exempelvis relaterad myndighetsinformation eller en Wikipedia-artikel som Omniredaktionen bedömer som läsvärd.
Tjänsten ägs av mediekoncernen Schibsted och är annonsfinansierad. Grundare av tjänsten är Markus Gustafsson, chefredaktör och ansvarig utgivare, samt Ian Vännman.

## Historia
Tjänsten började utvecklas i november 2011, släpptes publikt för betatest i mars 2013 och lanserades skarpt i november 2013.
2015 nominerades grundarna Markus Gustafsson och Ian Vännman till Stora journalistpriset som "Årets förnyare" för Omni. Tjänsten har flera gånger utsetts till "Årets bästa nyhetssajt" i IDG:s tävling Topp-100, senast år 2020 och tidigare åren 2015 och 2016. Omni utsågs 2014 till  "Europas bästa nyhetstjänst i mobilen" i European Digital Media Awards  och till "årets nyhetstjänst" i tidningen Mobils tävling Guldmobilen 2014 och 2015. 
Omni omsatte 2019 cirka 61 miljoner kronor och förlusten uppgick till 5 miljoner kronor. Omni har själva uppgett att 60-70 procent av försäljningen utgörs av intäkter från native advertising, det vill säga annonser utformade som artiklar.
I november 2017 släppte samma team appen och tjänsten Omni Ekonomi, som har en egen redaktion och summerar nyheter från affärsmedier och bevakar utvecklingen på marknaderna. I juni 2020 nylanserades Omni Ekonomi som en premiumtjänst och hade då ingått samarbeten med internationella affärsmedier som Financial Times, The Economist, Bloomberg och Nikkei och publicerar varje dag innehåll från dessa direkt i appen.
I februari 2022 introducerade Omni premiumtjänsten Omni mer, en tilläggstjänst till Omni som mot en månadsavgift öppnar vissa internationella mediers betalväggar som annars är låsta när man refereras vidare från Omni, och ger förklarande bakgrund till nyhetshändelser.

## Teknisk plattform
Omni har egenutvecklat en publiceringsplattform som idag används av flera medier inom mediekoncernen Schibsted, däribland Svenska Dagbladet, Aftonbladet, Verdens Gang och Aftenposten.
Inloggade Omni-användare kan ställa in önskad balans i sin nyhetsmix mellan kategorierna inrikes, utrikes, ekonomi, sport, nöje och kultur samt tech, var och en på en skala inga nyheter - endast större - normalläge - samtliga. Användaren kan även välja att bevaka nyheter om specifika sökord. Nyheterna presenteras i tre flöden: toppnyheter, senaste nytt samt bevakningar.